# Свадьба принцессы Елизаветы и Филиппа Маунтбеттена
Свадьба принцессы Елизаветы и Филиппа Маунтбеттена состоялась 20 ноября 1947 года в Вестминстерском аббатстве в Лондоне (Великобритания). Невеста на тот момент была наследницей британского престола, а жених принадлежал к греческой и датской королевским семьям. Накануне бракосочетания он принял британское подданство и фамилию Маунтбеттен, получил от будущего тестя, короля Георга VI, титулы герцога Эдинбургского, графа Мерионетского и барона Гринвичского. На церемонии присутствовали две тысячи официальных гостей. Это была первая свадьба, которую транслировали по радио.
В 1952 году, после смерти Георга VI, Елизавета стала королевой Великобритании под именем Елизавета II. Она жила в браке с принцем Филиппом до его смерти, произошедшей 9 апреля 2021 года. У супругов родились четверо детей (трое сыновей и дочь): Чарльз, принц Уэльский (король Карл III с 2022 года); Анна, королевская принцесса; принц Эндрю, герцог Йоркский; и принц Эдвард, граф Уэссекский. Этот брачный союз стал самым долгим королевским браком в мировой истории.

## Предыстория и подготовка к свадьбе
Елизавета и Филипп были четвероюродными братом и сестрой: прабабка Филиппа Алиса Гессенская была родной сестрой короля Эдуарда VII, прадеда Елизаветы. Будущие супруги познакомились в 1934 году. Спустя пять лет, встретив Филиппа во время посещения Британского королевского военно-морского колледжа в Дартмуте, Елизавета влюбилась в него. Ей было тринадцать, и восемнадцатилетний кузен произвёл на нее большое впечатление. Со временем Филипп тоже полюбил Елизавету «полностью и безоглядно», как об этом сказано в одном из его писем. В 1946 году он сделал двадцатилетней Елизавете предложение. Король и королева не сочли принца подходящим претендентом: он приходился родственником многим коронованным особам Европы, но его семья находилась в изгнании, и у него самого не было ни денег, ни владений. Однако Елизавету всё это не пугало, и 9 июля 1947 года было официально объявлено о помолвке.
Свадьба состоялась 20 ноября того же года. Великобритания к тому времени не оправилась от войны, британцы жили в нищете и голодали, и поэтому Филипп предложил устроить скромную тихую свадьбу. Однако вскоре выяснилось, что общество хочет пышной церемонии, которая пробудила бы «традиционную радость и веселье от всеобщих праздников». Новобрачным пришлось предпринять большие усилия, чтобы получить всё нужное для свадьбы: Елизавета на личные сбережения купила ткань для платья (парламент выделил ей 200 талонов), Филипп вынул бриллиант для кольца из материнской тиары. Продукты для свадебного торта собирали по всей Британской империи.
За два дня до венчания король дал большой бал, на который был приглашён цвет европейской аристократии.

## Церемония
Филиппа и Елизавету обвенчали в часовне святого Эдуарда в Вестминстерском аббатстве. Свадьба была организована с большим размахом. На неё пригласили две тысячи гостей, в числе которых были представители ряда правящих домов и высшей аристократии, политики, учёные, деятели искусства. На улицах Лондона собралось огромное стечение народа. Это была первая свадьба, которую транслировали по радио. 
В 1952 году, после смерти Георга VI, Елизавета стала королевой Великобритании под именем Елизавета II. Она жила в браке с принцем Филиппом до его смерти, произошедшей 9 апреля 2021 года. У супругов родились четверо детей (трое сыновей и дочь): Чарльз, принц Уэльский (король Карл III с 2022 года); Анна, королевская принцесса; принц Эндрю, герцог Йоркский; и принц Эдвард, граф Уэссекский. Этот брачный союз стал самым долгим королевским браком в мировой истории.